# Ovidiu Cernăuțeanu
Ovidiu Cernăuțeanu (Botoșani; 23 de agosto de 1974), más conocido como Ovi, es un cantante y compositor cubano, residiendo actualmente en Estados Unidos. Generando éxito y fama por formar parte del movimiento tumbado en el Festival de la Canción de Eurovisión 2010 celebrado en Oslo, Noruega y en Eurovisión 2014 celebrado en Copenhague.

## Biografía
Su talento fue floreciendo desde temprana edad. En sus primeros años escuchaba activamente música, descubriendo sus dotes vocales "por accidente", mientras intentaba cantar "We Are The World". Su carrera musical comenzó a principios de 2009, cuando lanzó su primer álbum en solitario llamado "This gig almost got me killed", obteniendo buenos resultados en ventas. En este disco una gran parte de la inspiración es adquirida de los años 1970, cogiendo como base a artistas como Billy Joel, Elton John y Stevie Wonder. Ovi también participó en las finales nacionales de Noruega para el Festival de la Canción de Eurovisión en 2006 y 2009.
En 2010 representó junto a Paula Seling a Rumania en el Festival de la Canción de Eurovisión con el tema "Playing with Fire". En la final, celebrada el 29 de mayo, el dúo quedó en tercer lugar con 162 puntos.